# Nyanzwa
Nyanzwa ist ein Verwaltungsbezirk (englisch Ward) des Distrikts Kilolo in der tansanischen Region Iringa.

## Geografie
Nyanzwa ist ein Bezirk auf dem südlichen Hochland von Tansania etwa 80 Kilometer Luftlinie nordöstlich der Regionshauptstadt Iringa. Die Grenze im Nordosten bildet der Fluss Ruaha. Der Bezirk grenzt im Nordosten an den Distrikt Mpwapwa der Region Dodoma, im Südosten an Ruaha Mbuyuni, im Südwesten an Mahenge, im Westen an Ibumu und im Nordwesten an Malengamakali. Bei der Volkszählung 2022 lebten 7877 Menschen in 2124 Haushalten auf einer Fläche von 527 Quadratkilometern.

## Gliederung
Der Bezirk besteht aus drei Gemeinden (swahili Mtaa) mit 18 Orten (Kitongoji):
| Nyanzwa - Mpilipili - Mpakani - Sokoni - Minazini - Miembeni - Itemela | Igunda - Igunda - Madukani - Kidohoo - Beku - Idodi - Balali | Mgowelo - Kimbigili - Mtwango - Makuka - Vinyungu - Vibandulo - Wafugaji |

## Bildung
Die Nyanzwa Secondary School ist eine staatliche weiterführende Schule mit einer Ausbildung für Tagesschüler bis zur 4. Stufe.